# Pigs (Three Different Ones)
"Pigs (Three Different Ones)" é uma canção do álbum Animals, da banda de rock britânica Pink Floyd. Nas três partes do álbum, "Dogs", "Pigs" e "Sheep", os porcos representam as pessoas que Roger Waters considera estar no topo da escala social, aquelas com riqueza e poder; eles também manipulam o resto da sociedade e os encorajam a ser ferozmente competitivos e ferozes, de modo que os porcos podem permanecer poderosos. Embora não tenha sido disponibilizado para compra comercial, cópias promocionais foram lançadas no Brasil, embora em forma editada de apenas quatro minutos e cinco segundos de duração.

## Pessoal
- Roger Waters - vocais, guitarra rítmica, vocoder
- David Gilmour - guitarra principal, baixo, talkbox
- Richard Wright - órgão, sintetizador, piano, clavinete
- Nick Mason - bateria, chocalho